# ヨホイア
ヨホイア (Yohoia) は、約5億年前のカンブリア紀に生息したメガケイラ類の化石節足動物の一属。広げた背甲と能動的な胴部をもつ、北アメリカから発見された種類が知られている。レアンコイリアと共に、最初に記載されたメガケイラ類として有名な属である。

## 名称
学名「Yohoia」はカナダブリティッシュコロンビア州で「Yoho」（「驚き」を表すクリー語）に因んで地名、例えばヨーホー川、ヨーホー湖、ヨーホー・ピークなどに由来するとされる。

## 形態

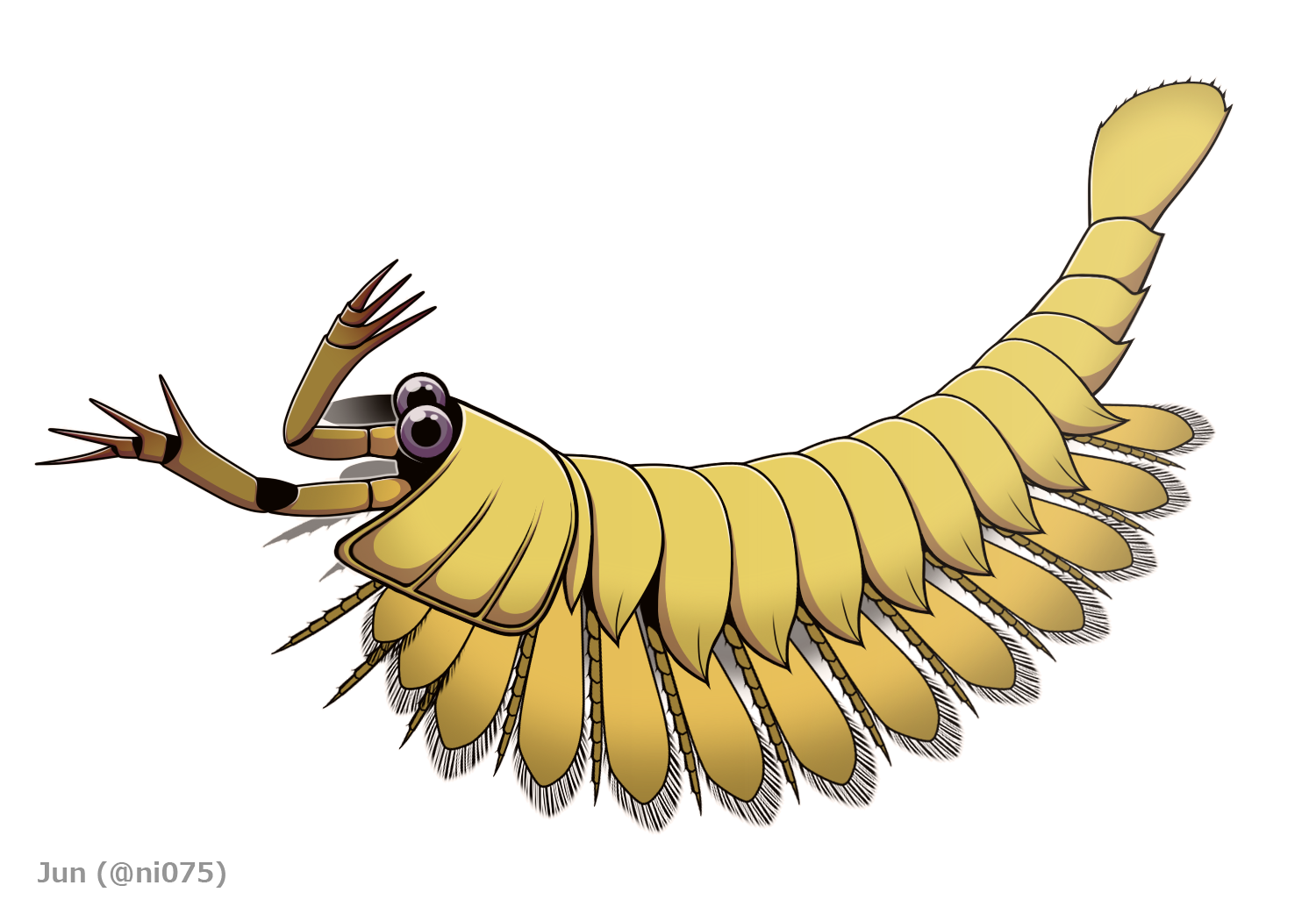
Yohoia tenuis の全身復元図

体はエビのように細長く、最大体長は種によって2cm（Y. tenuis）から3cm（Y. utahana）に及ぶ。
頭部（head）は左右が下向きに広げた背甲（carapace）に覆われ、前端には1対の眼と、その直後に1対の大付属肢（great appendage）が張り出している。大付属肢の先端4節は噛み合わせた4本の爪となり、縁に鋸歯が並んでいる。細い柄部の基部には短い肢節様の構造体があるが、これは文献によって短縮した肢節もしくは節間膜と解釈される。残り3対の頭部付属肢は胴部のものに同形で、後方ほど発達している。
胴部（trunk）は背板（tergite）に覆われた13節の胴節に構成される。一部の化石標本の胴部が上下に大きく湾曲したことから、胴部全体の上下可動域は広かったと考えられる。付属肢のある第1-10胴節は背板の両縁が出張っており、そのうち第1胴節は顕著に短縮している。第11-13胴節はやや細い円筒状で付属肢はない。尾端にある尾節（telson）は板状で、後端には大小の棘が並んでいる。10対の胴部付属肢はほぼ同形で、縁に剛毛がある鰭状の外肢（exopod）と、少なくとも9節に分かれた歩脚状の内肢（endopod）からなる二叉型付属肢である。

## 生態

ヨホイアの大付属肢の動作予想

ヨホイアは捕食者もしくは腐肉食者であったと考えられる。捕獲用の大付属肢はシャコ類の捕脚のように、構造は瞬発に獲物を捕獲するのに適したとされる。外肢には繊毛状の構造が並んでいて、これは呼吸に用いられていたのではないかと思われる。

## 分類
メガケイラ類の中で、ヨホイアはハイコウカリスやレアンコイリア科と共にCheiromorphaを構成することが比較的に広く認められる。一方、ヨホイアを前述とは別のメガケイラ類（例えばジェンフェンギアもしくはTanglangia）に近縁とする、もしくは基盤的なメガケイラ類とする見解もある。
ヨホイア（ヨホイア属 Yohoia）はヨホイア目（Yohoiida）・ヨホイア科（Yohoiidae）の唯一の属である。ジェンフェンギアを本目に分類する見解もあったが、これは系統解析に支持される関係ではない。

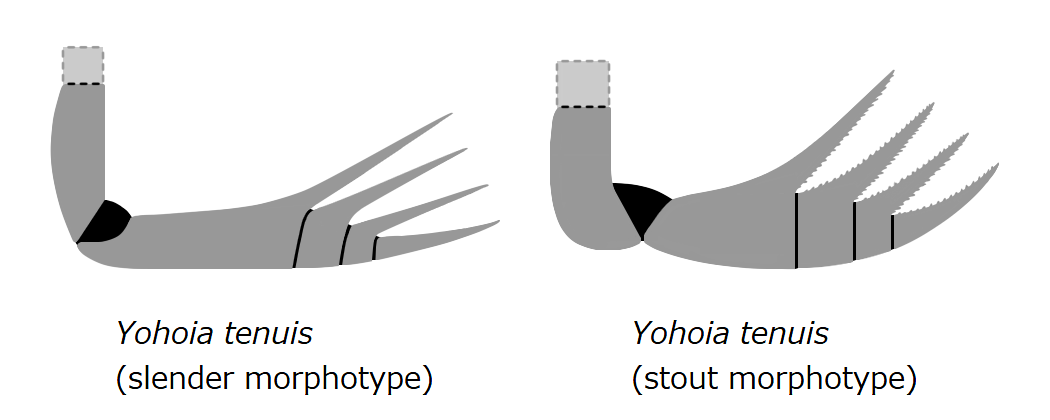
Yohoia tenuis の大付属肢の二形

ヨホイアは長らくカナダブリティッシュコロンビア州のバージェス頁岩（バージェス動物群、約5億1,000万 - 5億500万年前）で見つかった模式種（タイプ種）である Yohoia tenuis のみによっ知られていたが、2015年、アメリカユタ州の Spence Shale から同属の2番目の種 Yohoia utahana が記載された。
- Yohoia tenuis Walcott, 1912 [3]

体長0.6cmから2cm。背甲の側面は四辺形に近い形。胴部の背板は左右が尖る。大付属肢は個体の大きさによって形態上の二形が見られ、小型個体（10-15mm）と大型個体（17-20mm）はそれぞれ細長いタイプ（slender morphotype）と頑丈なタイプ（stout morphotype）の大付属肢をもつ。
種小名「tenuis」はラテン語で「長細い」を意味する。
- Yohoia utahana Conway Morris, Selden, Gunther, Jamison & Robison, 2015 [4]

体長約3cm。背甲の側面は丸みを帯びた形。胴部の背板は左右が尖らない。数少ない化石標本のみによって知られ、付属肢の産状は悪く、詳細の構造は不明。
種小名「utahana」は発見地のユタ州（Utah）による。